# Discografia degli W.A.S.P.
Questa che segue è la lista di tutti i dischi pubblicati dal gruppo musicale W.A.S.P., dagli esordi fino a oggi.

## Album
| Data              | Titolo                                  | Etichetta              | Classifica | Stato    | Posizione | Premi       |
| ----------------- | --------------------------------------- | ---------------------- | ---------- | -------- | --------- | ----------- |
| Album in studio   |                                         |                        |            |          |           |             |
| 17 agosto 1984    | W.A.S.P.                                | Capitol Records        | Billboard  | USA      | #74       | Disco d'oro |
| 9 novembre 1985   | The Last Command                        | Capitol Records        | Billboard  | USA      | #47       | Disco d'oro |
| 8 novembre 1986   | Inside the Electric Circus              | Capitol Records        | Billboard  | USA      | #60       | -           |
| 15 aprile 1989    | The Headless Children                   | Capitol Records        | Billboard  | USA      | #48       |             |
| 8 giugno 1992     | The Crimson Idol                        | Capitol Records        | -          | UK       | #21       | -           |
| giugno 1995       | Still Not Black Enough                  | Castle Communications  | -          | UK       | #52       | -           |
| 1997              | Kill Fuck Die                           | Castle Communications  | -          | UK       | #94       | -           |
| 1999              | Helldorado                              | Snapper Music          | -          | UK       | #111      | -           |
| 2001              | Unholy Terror                           | Metal-Is Records       | -          | Germania | #88       | -           |
| 11 giugno 2002    | Dying for the World                     | Metal-Is Records       | -          | Germania | #72       | -           |
| 6 aprile 2004     | The Neon God part 1 - The Rise          | Sanctuary Records      | -          | Germania | #87       | -           |
| 28 settembre 2004 | The Neon God part 2 - The Demise        | Sanctuary Records      | -          | -        | -         | -           |
| 16 aprile 2007    | Dominator                               | Demolition Records     | -          | -        | -         | -           |
| 12 ottobre 2009   | Babylon                                 | Demolition Records     | -          | -        | -         | -           |
| Live              |                                         |                        |            |          |           |             |
| 1987              | Live...In the Raw                       | Capitol Records        | Billboard  | USA      | #77       | -           |
| 1998              | Double Live Assassins                   | Castle Communications  | -          | -        | -         | -           |
| 2000              | The Sting                               | Snapper Music          | -          | -        | -         | -           |
| Raccolte          |                                         |                        |            |          |           |             |
| 1993              | First Blood Last Cuts                   | Capitol Records        | -          | -        | -         | -           |
| 2000              | The Best of the Best: 1984-2000, Vol. 1 | Snapper Music          | -          | -        | -         | -           |
| 2007              | The Best of the Best                    | Snapper Music          | -          | -        | -         | -           |
| Demo              |                                         |                        |            |          |           |             |
| 1982              | Demo 1982                               | Etichetta indipendente | -          | -        | -         | -           |
| 1982              | Face the Attack                         | Etichetta indipendente | -          | -        | -         | -           |
| 1983              | 1983 Demo                               | Etichetta indipendente | -          | -        | -         | -           |
| 1983              | Second 1983 Demo                        | Etichetta indipendente | -          | -        | -         | -           |
| 1984              | The First Album Rehearsal Demos         | Etichetta indipendente | -          | -        | -         | -           |
| EP                |                                         |                        |            |          |           |             |
| 1999              | Helldorado Promo                        | Snapper Music          | -          | -        | -         | -           |

## Singoli
| Anno | Titolo                                  | Posizione in classifica | Posizione in classifica | Posizione in classifica | Posizione in classifica | Posizione in classifica | Album                          |
| Anno | Titolo                                  | Billboard Hot 100       | US Alt.                 | US Main.                | UK Singles Chart        | Germania                | Album                          |
| ---- | --------------------------------------- | ----------------------- | ----------------------- | ----------------------- | ----------------------- | ----------------------- | ------------------------------ |
| 1984 | "Animal (Fuck Like a Beast)"            | -                       | -                       | -                       | -                       | -                       | W.A.S.P.                       |
| 1984 | "I Wanna Be Somebody"                   | -                       | -                       | -                       | -                       | -                       | W.A.S.P.                       |
| 1984 | "L.O.V.E. Machine Promo"                | -                       | -                       | -                       | -                       | -                       | W.A.S.P.                       |
| 1985 | "Cries in the Night"                    | -                       | -                       | -                       | -                       | -                       | W.A.S.P.                       |
| 1985 | "L.O.V.E. Machine"                      | -                       | -                       | -                       | -                       | -                       | W.A.S.P.                       |
| 1985 | "Sleeping in the Fire"                  | -                       | -                       | -                       | -                       | -                       | W.A.S.P.                       |
| 1985 | "School Daze"                           | -                       | -                       | -                       | -                       | -                       | W.A.S.P.                       |
| 1985 | "Blind in Texas"                        | -                       | -                       | -                       | -                       | -                       | The Last Command               |
| 1986 | "Wild Child"                            | -                       | -                       | -                       | -                       | -                       | The Last Command               |
| 1986 | "95-Nasty"                              | -                       | -                       | -                       | -                       | -                       | Inside the Electric Circus     |
| 1987 | "Scream Until You Like It"              | -                       | -                       | -                       | -                       | -                       | Live...In the Raw              |
| 1987 | "I Don't Need No Doctor"                | -                       | -                       | -                       | -                       | -                       | Inside the Electric Circus     |
| 1987 | "Live...Animal"                         | -                       | -                       | -                       | -                       | -                       | Live...In the Raw              |
| 1989 | "Mean Man"                              | -                       | -                       | -                       | -                       | -                       | The Headless Children          |
| 1989 | "The Real Me"                           | -                       | -                       | -                       | -                       | -                       | The Headless Children          |
| 1989 | "Forever Free"                          | -                       | -                       | -                       | -                       | -                       | The Headless Children          |
| 1992 | "The Story of Jonathan"                 | -                       | -                       | -                       | -                       | -                       | The Story of Jonathan (DVD)    |
| 1992 | "Chainsaw Charlie"                      | -                       | -                       | -                       | -                       | -                       | The Crimson Idol               |
| 1992 | "The Idol"                              | -                       | -                       | -                       | -                       | -                       | The Crimson Idol               |
| 1992 | "I Am One"                              | -                       | -                       | -                       | -                       | -                       | The Crimson Idol               |
| 1992 | "I Am One, 10 inch vinyl"               | -                       | -                       | -                       | -                       | -                       | The Crimson Idol               |
| 1993 | "Hold on to my Heart"                   | -                       | -                       | -                       | -                       | -                       | The Crimson Idol               |
| 1993 | "Sunset & Babylon"                      | -                       | -                       | -                       | -                       | -                       | First Blood Last Cuts          |
| 1995 | "Black Forever/Goodbye America"         | -                       | -                       | -                       | -                       | -                       | Still Not Black Enough         |
| 1997 | "Kill Kill Die"                         | -                       | -                       | -                       | -                       | -                       | Kill Fuck Die                  |
| 1997 | "Kill Fuck Die"                         | -                       | -                       | -                       | -                       | -                       | Kill Fuck Die                  |
| 2000 | "Saturday Night's Alright for Fighting" | -                       | -                       | -                       | -                       | -                       | Helldorado                     |
| 2004 | "3 Song Sampler"                        | -                       | -                       | -                       | -                       | -                       | The Neon God part 1 - The Rise |

### Alcune canzoni rare
- Show no Mercy (1984)
- Paint it Black (cover dai Rolling Stones) (1984)
- Show no Mercy (demo) (1984)
- Hellion (demo) (1984)
- L.O.V.E. Machine (rock mix) (1984)
- Savage (1985)
- Wild Child (the wild remix) (1985)
- Flesh & Fire (1986)
- Mississippi Queen (cover dai Mountain) (1986)
- D.B. Blues (1988)
- War Cry (1989)
- Lake of Fools (1989)
- Locomotive Breath (cover dai Jethro Tull) (1989)
- For whom the Bell tolls (1989)
- Phantoms in the Mirror (1992)
- The Eulogy (1992)
- Chainsaw Charlie (sawn off version) (1992)
- The Story of Jonathan (part 1) (narration & guitars: Blackie Lawless) (1992)
- The Story of Jonathan (part 2) (narration & guitars: Blackie Lawless) (1992)
- Jonathan's Farewell (1992)
- When the Levee breaks (cover dai Led Zeppelin) (1993)
- Hold on to my Heart (acoustic live) (1993)
- The Idol (acoustic live) (1993)
- Sleeping (In the Fire) (acoustic live) (1993)
- It's a Long Way to the Top...(cover dagli AC/DC) (1995)
- Whole Lotta Rosie (cover dagli AC/DC) (1995)
- Tokyo's on Fire (1997)

## Videografia
| Anno | Titolo                                          | Etichetta       | Formato     |
| ---- | ----------------------------------------------- | --------------- | ----------- |
| 1984 | Live at the Lyceum, London                      | Sony, EMI       | VHS         |
| 1988 | Videos in the Raw                               | VGC             | VHS         |
| 1992 | The Story of Jonathan                           | Capitol Records | VHS         |
| 1993 | First Blood Last Visions                        | PMI             | VHS         |
| 2001 | The Sting - Live at the Key Club, L.A.          | Snapper Music   | DVD         |
| 2018 | ReIdolized (The Soundtrack to the Crimson Idol) | Napalm Records  | DVD/Blu-ray |

### Video musicali
- Animal (Fuck like a Beast)
- I wanna be Somebody
- L.O.V.E. Machine
- Tormentor
- On your Knees
- Hellion (live)
- Sleeping (In the Fire)
- Blind in Texas
- Wild Child
- I don't need no Doctor
- Scream until You like it
- The Manimal
- The Real Me
- Forever Free
- The Idol
- Chainsaw Charlie (Murders in the New Morgue)
- Arena of Pleasure
- Hold on to my Heart
- Sunset and Babylon
- Helldorado
- Damnation Angels
- Dirty Balls
- Crazy
- Babylon's burning
- Scream